# Saeki-ku (Hiroshima)

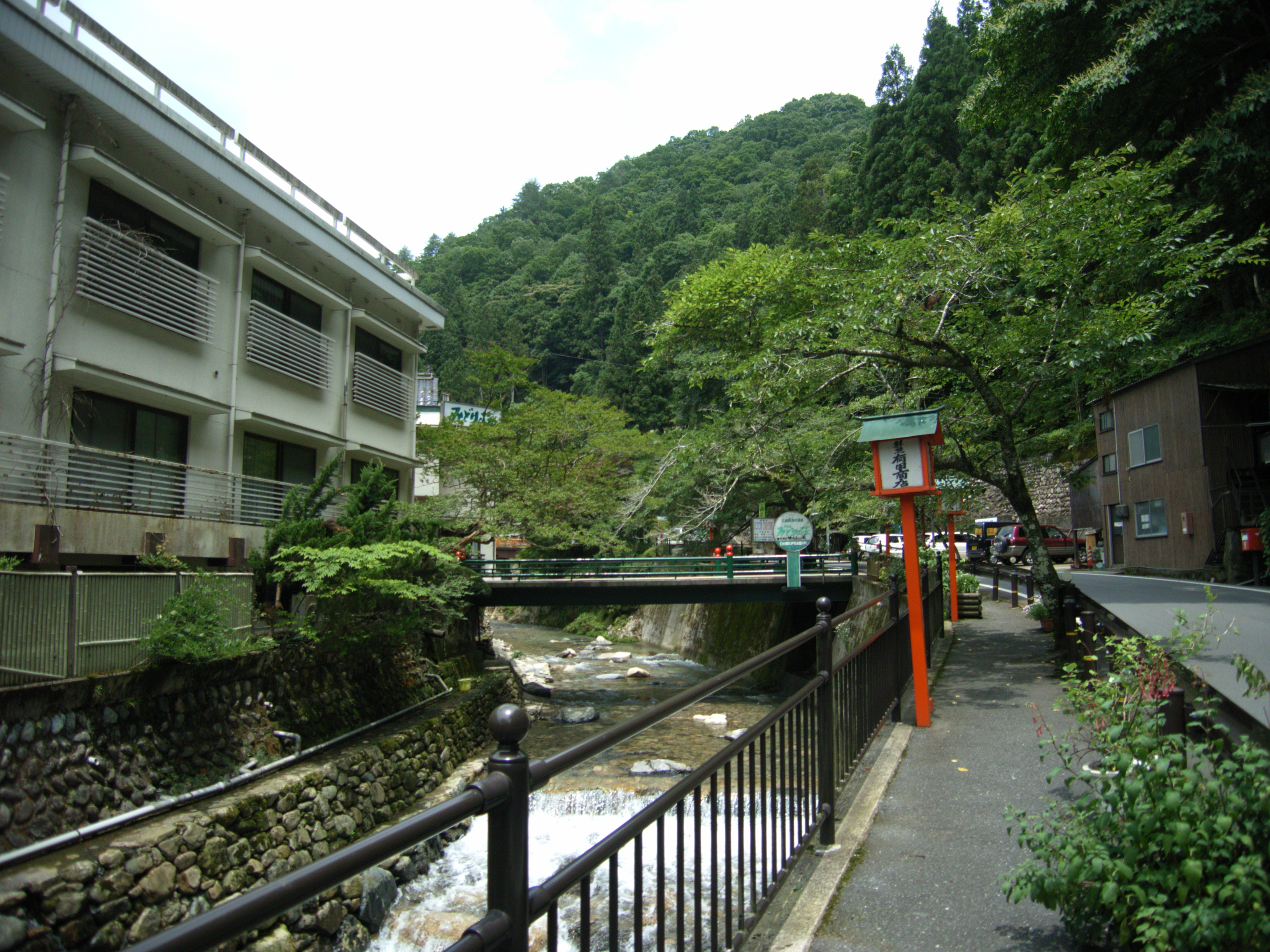
Yuki-Onsen am Utsuodanigawa (打尾谷川), einem linken Zufluss des Minochi

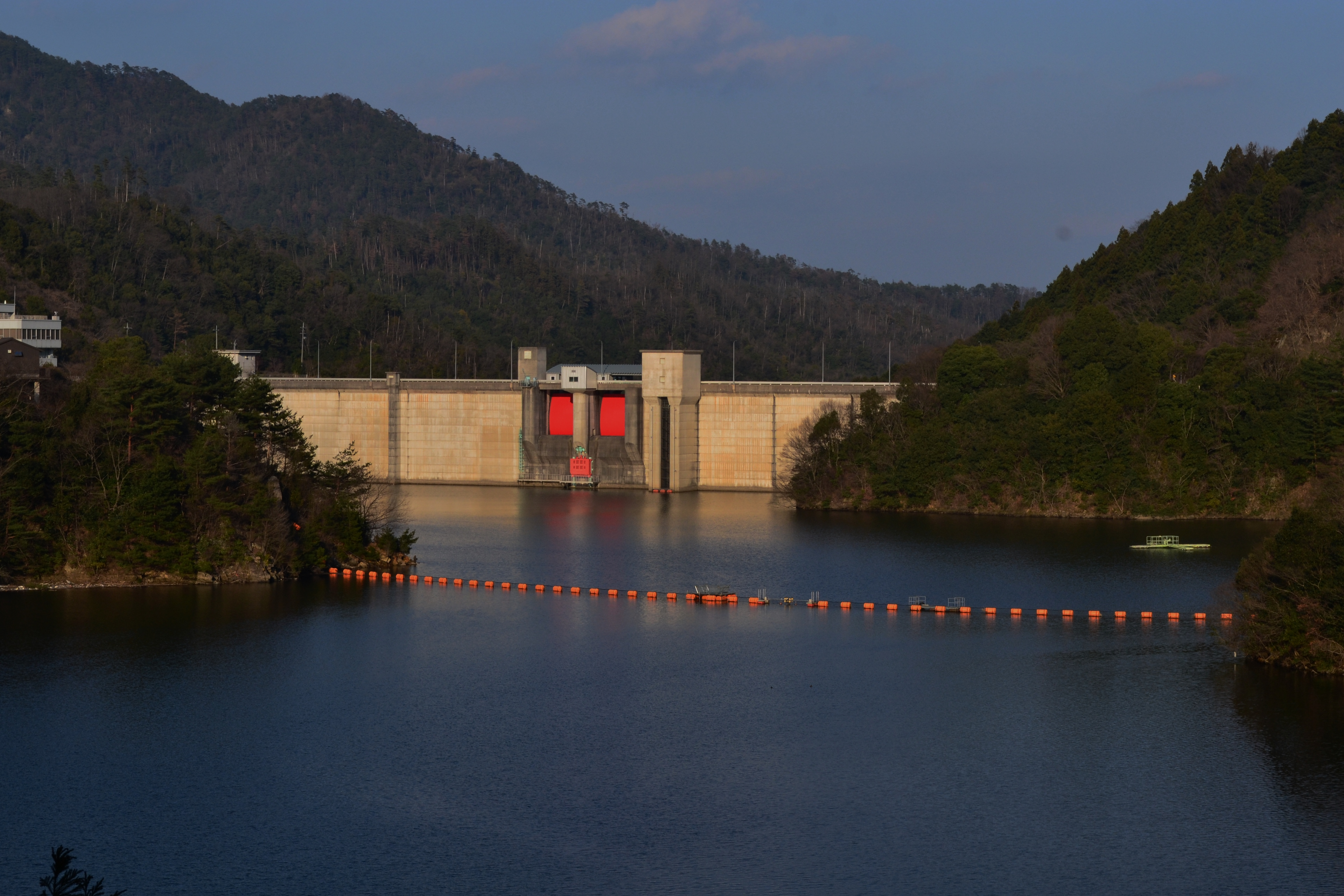
Am Uokiri-Damm wird der Yahata zum Sōryū-See (窓竜湖, Sōryūko) aufgestaut.

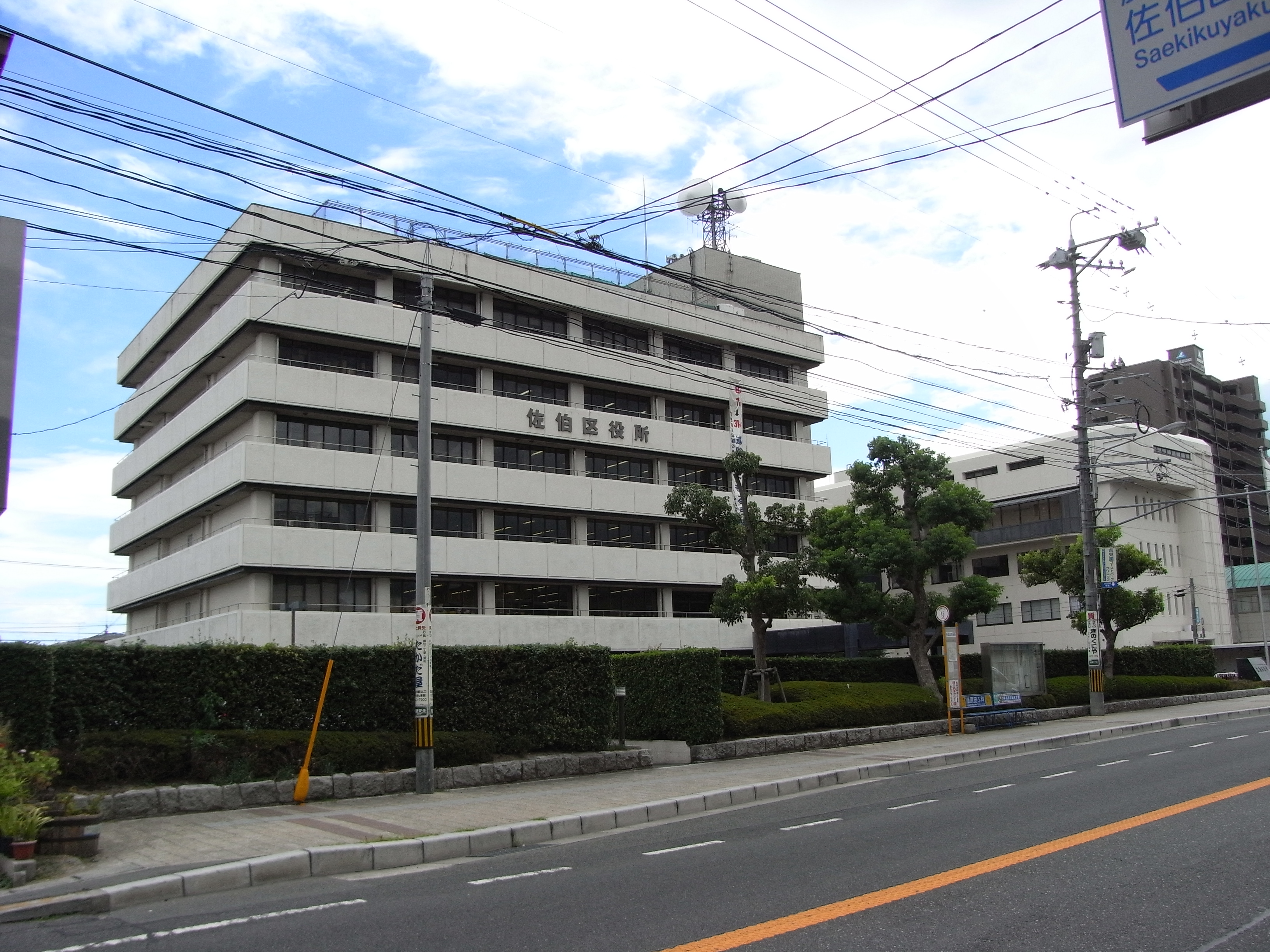
Das Bezirksamt Saeki, ehemals das Rathaus von Itsukaichi

Saeki (jap. 佐伯区, -ku) ist der jüngste der acht Bezirke (-ku) der kreisfreien Stadt (-shi) Hiroshima, der Hauptstadt der Präfektur (-ken) Hiroshima. Er entstand 1985, als die Stadt (-chō) Itsukaichi aus dem westlich angrenzenden Kreis (-gun) Saeki in die Stadt Hiroshima eingemeindet wurde. Itsukaichi war vorher mit über 87.000 Einwohnern die größte kreisangehörige Stadt Japans und mit der Eingemeindung wurde Hiroshima zur Millionenstadt. 2005 wurde der Bezirk durch die Eingemeindung der nordwestlich angrenzenden Kleinstadt Yuki aus dem Kreis Saeki vergrößert. Noch im gleichen Jahr wurden die beiden anderen verbliebenen Städte im Kreis Saeki in die Stadt Hatsukaichi eingemeindet und der Kreis Saeki erlosch. Der Bezirk Saeki hat 139.631 Einwohner (Stand 1. Februar 2021) und eine Fläche von 225,43 km² (Stand 1. Januar 2023).
Der Saeki-ku liegt westlich des Stadtkerns von Hiroshima, abseits rechts des Flusstals des Ōta-gawa, mit der Eingemeindung von Yuki umfasst der Bezirk im Nordwesten aber das Tal des Minochi (水内川, -gawa) bis zur Mündung in den Ōtagawa und reicht damit im Norden bis zum Ōta-Tal. Im Südosten des Bezirks in Itsukaichi fließt der kurze, etwa 20 km lange Yahata-gawa ins Meer, der unabhängig vom Ōta-Flusssystem ist. Seine Quelle liegt unterhalb des über 800 m hohen Amida-yama und des über 900 m hohen Tōgō-zan. Weitere höhere Berge im Bezirk sind im Westen beiderseits des Oberlaufs des Minochi die Eintausender Ōmine (大峯山, -zan/-yama) und [Yuki-]Kanmuri ([湯来]冠山, -yama; im Bezirk Asakita gibt es zwei weitere Berge Kanmuri, den Kuchi-Kanmuri und an der Grenze des Bezirks den Kabe-Kanmuri) sowie der über 900 m hohe Tenjō (天上山, -zan) an der Nordgrenze. Im Westen grenzt der Bezirk Saeki heute an die kreisfreie Stadt Hatsukaichi, im Norden an die Stadt Aki-Ōta im Kreis Yamagata, im Osten an Hiroshimas Stadtbezirke Asa-Kita, Asa-Minami und Nishi.
Im Nordwesten von Itsukaichi liegt der Botanische Garten der Stadt Hiroshima (Hiroshima-shi shokubutsu-kōen) – der Park ist städtisch, wurde aber schon 1976 noch vor der Eingemeindung außerhalb der Stadt Hiroshima mit Zustimmung des Stadtparlaments von Itsukaichi eingerichtet.